# Sag mir, wo du stehst

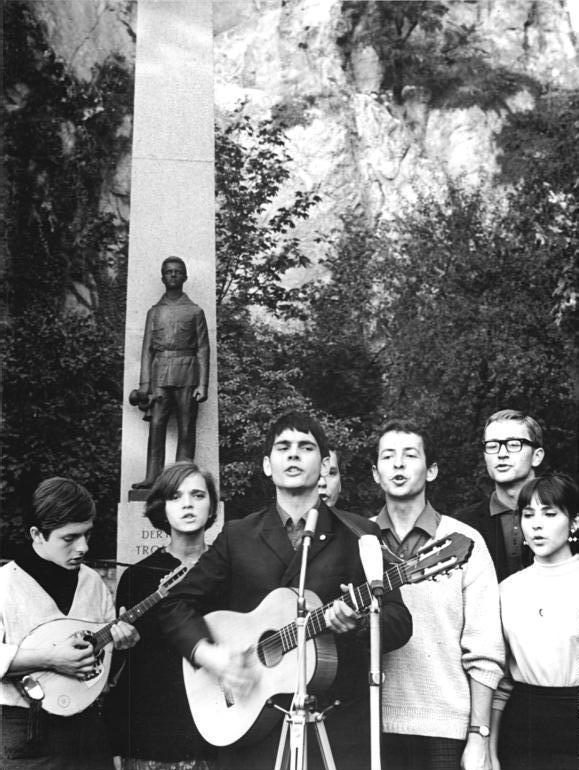
Oktoberklub mit Hartmut König, 1967 in Halle

Das Lied Sag mir, wo du stehst ist ein politisches Agitationslied der Singebewegung der DDR. Getextet und komponiert wurde es von Hartmut König, eingespielt von Mitgliedern des Oktoberklubs sowie der Band Thomas Natschinski und seine Gruppe.

## Hintergrund
Das Lied knüpft musikalisch in der Melodiebewegung des Refrains an den 1931 entstandenen US-Gewerkschaftssong Which Side Are You On? von Florence Reece an, der auch von der Aussage im Titel sowie der agitatorischen Emphase für die realsozialistische deutsche Fassung Pate stand. Das amerikanische Lied baut auf einer Melodie auf, die die Arbeiter aus den Gottesdiensten der Baptisten kannten.
Im Lied wird der Adressat („Du“) von einem gleichsam gewissenserforschenden sozialistischen Kollektiv, das sich selbst auf der Seite des gesellschaftlichen Fortschritts sieht („wir bringen die Zeit nach vorn Stück um Stück“), aufgefordert, sich „zu erkennen“ zu geben, sowie zur Abkehr vom zurückbleibenden Im-Kreis-Gehen, zum Ablegen der „nickenden Maske“ und damit zur Offenbarung des „wahren Gesichts“.
Durch seinen eingängigen Versaufbau und sein Arrangement im populären Mersey-Beat gilt das Lied bis heute als markantestes und erfolgreichstes der DDR-Singebewegung.
1970 wurde das Lied in der Premiere der Tatort-Filmreihe, Taxi nach Leipzig, verwendet.
Bettina Wegner, Mitbegründerin des Hootenanny-Klubs (des späteren Oktoberklubs), sprach 2018 davon, dass sie ihren Protest gegen den Gebrauch des Liedes als „Massenverblödung“ damit ausdrückte, dass sie mit einer Mitsängerin bei einem Auftritt „Sag, mit wem du schläfst?“ sang.

## Diskografie
- 1967: Der Oktober-Klub singt. Amiga.
- 2007: Sag mir, wo du stehst. Politische Lieder in der DDR (= Amiga 1947–2007. Vol. 13). Amiga/BMG, DNB 360109659, urn:nbn:de:101:1-2015021121401 (3 CDs).